# FN Tricar
 (juillet 2017).
Si vous disposez d'ouvrages ou d'articles de référence ou si vous connaissez des sites web de qualité traitant du thème abordé ici, merci de compléter l'article en donnant les références utiles à sa vérifiabilité et en les liant à la section « Notes et références ».
Le FN Tricar (ou Tri-car) est une moto militaire à trois roues d'origine belge utilisée pendant la Seconde Guerre mondiale.

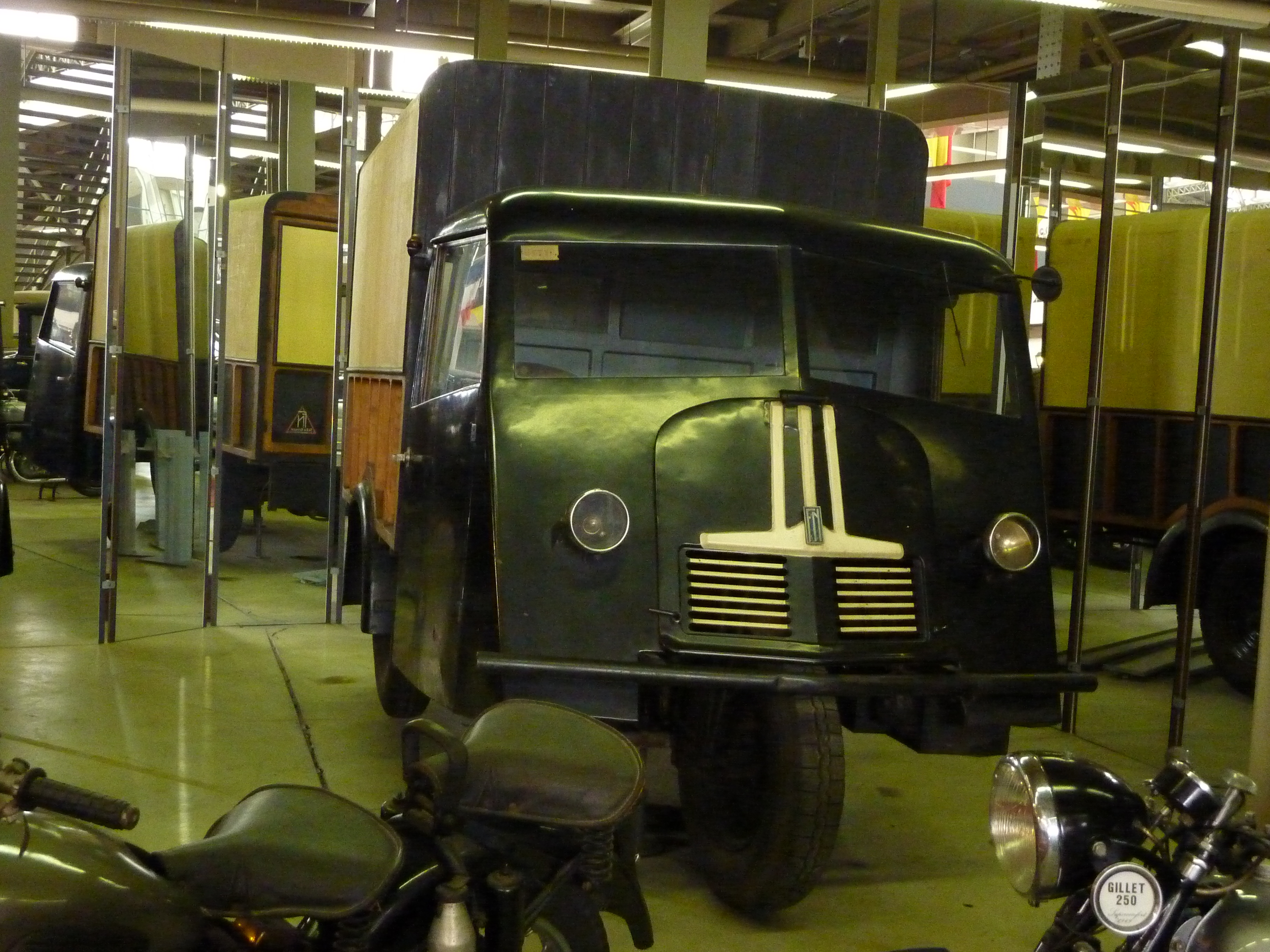
FN Tricar 1947

## Histoire
Introduit en 1939, le FN (Fabrique nationale) Tricar T3 est bien accueilli par l'armée belge (seulement trois Tricars semblent avoir été exportés : en Amérique du Sud et dans les Indes néerlandaises). Environ 331 unités sont commandées et partiellement livrées avant mai 1940.
Le Tricar peut transporter une charge de 550 kg ou cinq passagers, y compris le conducteur. Le véhicule est dérivé de la combinaison d'une moto FN M12 avec un sidecar.
Différentes versions de la Tricar existent, utilitaire, personnel, munitions support, réparation (atelier mobile de dépannage moto), mécanicien d'escadron) et aussi porteuses de mitrailleuses (Maxim) en compagnie de vélos - carabiniers (carabiniers - cyclistes). C'est une moto polyvalente et de conception robuste, et ses possibilités de conversion sont très nombreuses. Il exista même un prototype blindé. FN l'utilise aussi pour son propre compte comme véhicule anti-incendie dans l'usine qui la produit.
Une commande de quatre-vingt huit Tricars est passée avec FN en février 1940 (pour livraison en juillet de la même année). Il s'agit de monter une mitraillette lourde FN-Hotchkiss 13,2 mm anti-aérienne. Malheureusement pour l'armée belge, ces véhicules de combat hautement utilisables n'ont pas le temps d'être livrés avant la capitulation.